# Анна фон Хесен-Дармщат
Анна фон Хесен-Дармщат (на немски: Anna von Hessen-Darmstadt; * 3 март 1583 в Дармщат; † 13 септември 1631 в Лаубах) е принцеса от Хесен-Дармщат и чрез женитба графиня на Золмс-Лаубах.

## Произход
Тя е дъщеря на ландграф Георг I фон Хесен-Дармщат (1547 – 1596) и първата му съпруга Магдалена фон Липе (1552 – 1587), дъщеря на граф Бернхард VIII фон Липе (1527 – 1563) и съпругата му Катарина фон Валдек–Айзенберг (1524 – 1583), дъщеря на граф Филип III фон Валдек–Айзенберг. Баща ѝ Георг I се жени втори път на 25 май 1589 г. за херцогиня Елеонора фон Вюртемберг (1552 – 1618).
Умира на 13 септември 1631 г. в Лаубах на 48 години.

## Фамилия
Анна фон Хесен-Дармщат се омъжва на 23/28 октомври 1601 г. в Касел за граф Алберт Ото I фон Золмс-Лаубах (1576 – 1610). Той умира на 2 март 1610 г. в битката при Брайтенбенд на 33 години и е погребан в градската църква в Юлих. Те имат децата:
- Елеонора (1602)
- Магдалена (1603)
- Маргарета (1604 – 1648), омъжена 1623 г. за граф Хайнрих Фолрад фон Щолберг-Вернигероде-Ортенберг (1590 – 1641)
- Елеонора (1605 – 1633), омъжена 1627 г. за маркграф Фридрих V фон Баден-Дурлах (1594 – 1659)
- Агнес Юлиана (1606 – 1611)
- Христиана (1607 – 1638), омъжена 1632 г. за граф Емих XIII фон Лайнинген-Дагсбург (1612 – 1657)
- Хедвиг Урсула (1608 – 1616)
- Алберт Ото II (1610 – 1639), граф на Золмс-Лаубах, женен 1631 г. за Катарина Юлиана фон Ханау-Мюнценберг (1604 – 1688)